# Трайче Недев
Трайче Недев (мак. Трајче Недев; нар. 27 лютого 1973) – македонський шахіст, гросмейстер від 2001 року.

## Шахова кар'єра
Починаючи з середини 1990-х років належить до числа провідних македонських шахістів. Між 1996 і 2006 роками в складі національної збірної взяв участь у всіх шести шахових олімпіадах, які відбулись у цей період, на першій з них вигравши бронзову медаль в особистому заліку на 5-й шахівниці, тоді як у період з 1997 по 2007 рік також шість разів представляв Македонію на командних чемпіонатах Європи, 2003 року за результат на 4-й шахівниці здобувши срібну медаль.
1993 року в Струзі посів 3-тє місце на першому чемпіонаті незалежної Македонії. У своїй колекції має ще дві срібні медалі (2002, 2007) і бронзову (2001). Досягнув низки інших успіхів, зокрема:
- посів 2-ге місце у Вербасі (1994, позаду Радована Говедариці),
- поділив 1-ше місце в Стар Дойрані (1996, разом з Борисом Чаталбашевим),
- поділив 2-ге місце в Любляні (2002, позаду Роберта Зелчича, разом з Валерієм Невєровим, Павлом Ельяновим, Давором Пало, Бояном Кураїцою і Душаном Лекичем),
- поділив 3-тє місце в Сан-Сальвадорі (2003, позаду Віктора Міхалевського і Серхіо Мінеро Пінедою, разом з Пьотром Кіріаковим),
- посів 1-ше місце в Мюлузі (2004),
- поділив 1-ше місце в Базелі (2004, разом з Аттілою Цебе, Чабою Балогом, Михайлом Стояновичем, Андрієм Зонтахом і Стефаном Джуричем).

Найвищий рейтинг Ело в кар'єрі мав станом на 1 жовтня 2005 року, досягнувши 2537 очок займав тоді 2-ге місце (позаду Владіміра Георгієва) серед македонських шахістів.
2008 року видав, разом з Атанасом Колевим, книгу The Easiest Sicilian (ISBN 954-8782-66-9), в якій описано можливості активної гри чорним кольором у сицилійському захисті (засновані передусім на варіанті Свєшнікова).

## Зміни рейтингу
| На цьому місці має відображатися графік чи діаграма, однак з технічних причин його відображення наразі вимкнено. Будь ласка, не видаляйте код, який викликає це повідомлення. Розробники вже працюють для того, щоби відновити штатне функціонування цього графіка або діаграми. | |
| | На цьому місці має відображатися графік чи діаграма, однак з технічних причин його відображення наразі вимкнено. Будь ласка, не видаляйте код, який викликає це повідомлення. Розробники вже працюють для того, щоби відновити штатне функціонування цього графіка або діаграми. |